# Överenhörna socken

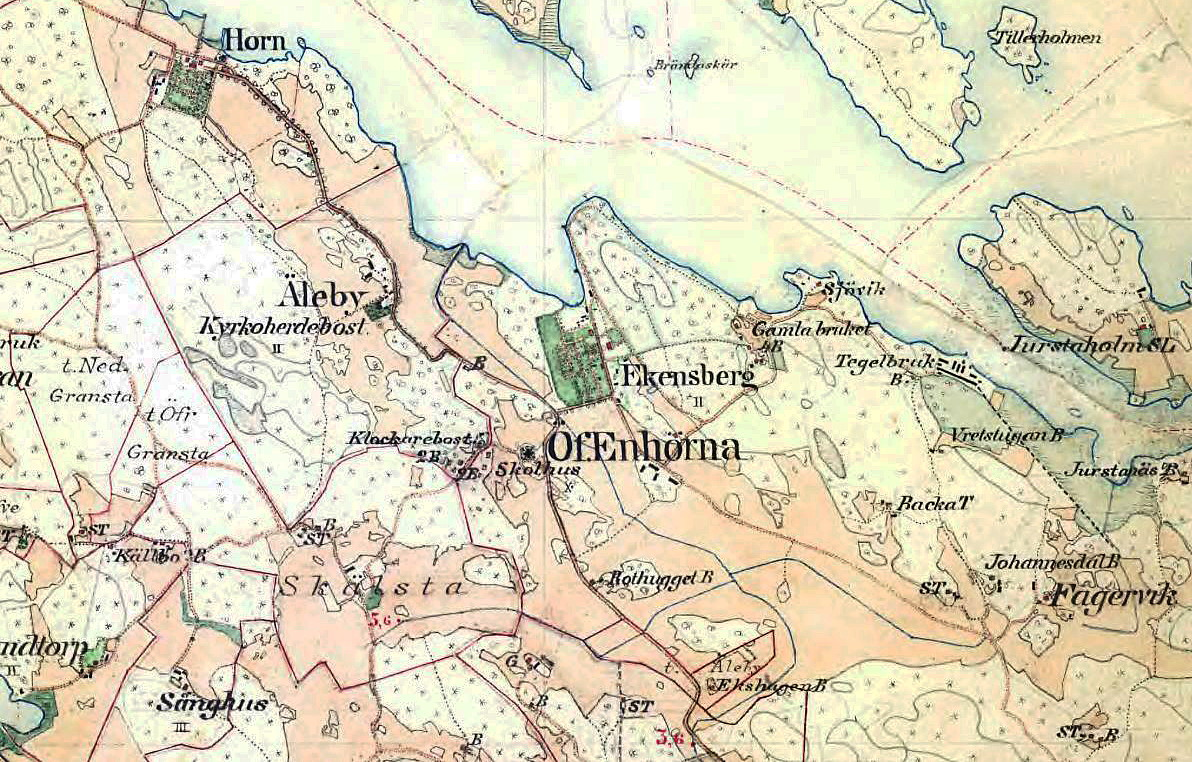
Överenhörnas sockencentrum, 1890-tal.

Överenhörna socken i Södermanland ingick i Selebo härad, uppgick 1967 i Södertälje stad och området och är sedan 1971 en del av Södertälje kommun, från 2016 inom Enhörna distrikt i Stockholms län.
Socknens areal var 25,76 km², varav 25,49 land.  År 1951 fanns här 314 invånare.  Godsen Horn och Ekensberg samt sockenkyrkan Överenhörna kyrka ligger i socknen. Förutom bebyggelsen runt kyrkan finns flera byar, varav den största är Nöttesta.

## Administrativ historik
Överenhörna socken har medeltida ursprung, tidigt benämnd Husaby Enhörna socken. Den äldsta dokumenterade bebyggelsen är resterna efter Husaby-Enhörna kungsgård som låg strax norr om Överenhörna kyrka.
Vid kommunreformen 1862 övergick socknens ansvar för de kyrkliga frågorna till Överenhörna församling och för de borgerliga frågorna till Överenhörna landskommun. Landskommunen inkorporerades 1948 i Enhörna landskommun som 1967 uppgick i Södertälje stad, som 1971 ombildades till Södertälje kommun. Församlingen uppgick 1948 i Enhörna församling. Länstillhörigheten ändrades 1967 till Stockholms län.
1 januari 2016 inrättades distriktet Enhörna, med samma omfattning som Enhörna församling hade 1999/2000 och fick 1948, och vari detta sockenområde ingår.
Socknen har tillhört län, fögderier, tingslag och domsagor enligt vad som beskrivs i artikeln Selebo härad.  De indelta soldaterna tillhörde Södermanlands regemente, Gripsholms kompani.

## Namnet
Namnet (1346 Hosaby Enhörne) innehåller bygdenamnet Enhörna. Detta innehåller horn, utskjutande landtunga, udde'. Husaby var ett äldre namn på Ekensberg.

## Överenhörnas gamla sockencentrum
Det gamla sockencentrumet vid Överenhörna kyrka är väl bevarat och utgör enligt kommunen "ett högt samlat kulturhistoriskt värde med kontinuitet sedan järnåldern". Utöver kyrkan finns här klockaregården och två skolbyggnader (storskolan och småskolan) som uppfördes 1850 respektive 1876. Skolverksamheten lades ner 1965. Idag nyttjas skolbyggnaderna av Enhörna Hembygdsförening som Enhörna hembygdsmuseum. Klockarbostaden är idag privatbostad och sannolikt uppförd under 1870 till 1880- talet i tidstypisk panelarkitektur med rika lövsågerier.

Bilder, sockencentrum
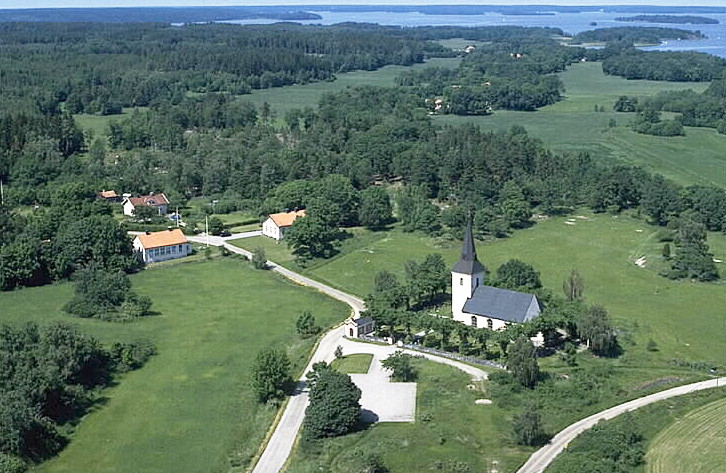
Överenhörnas gamla sockencentrum.
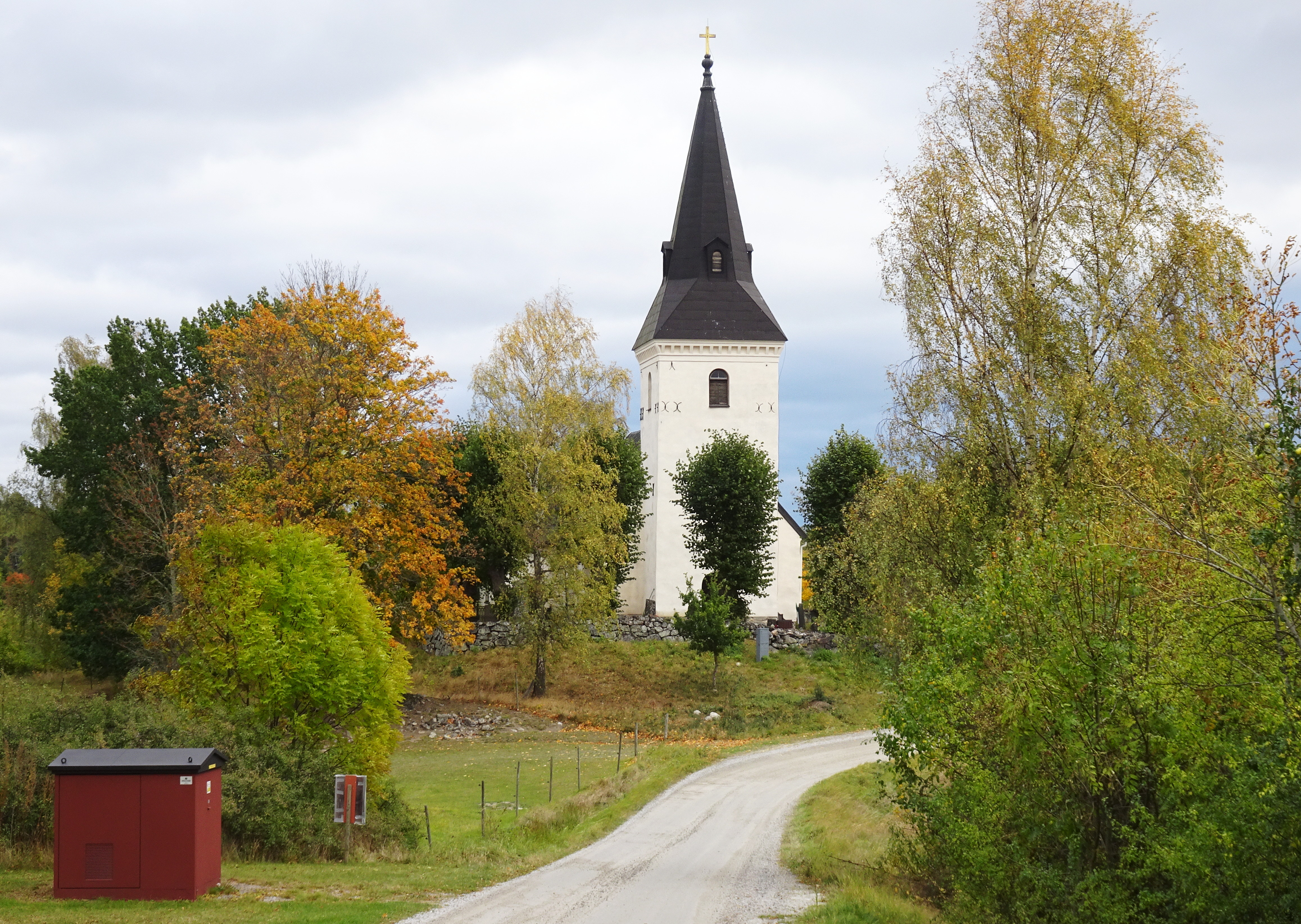
Överenhörna kyrka.
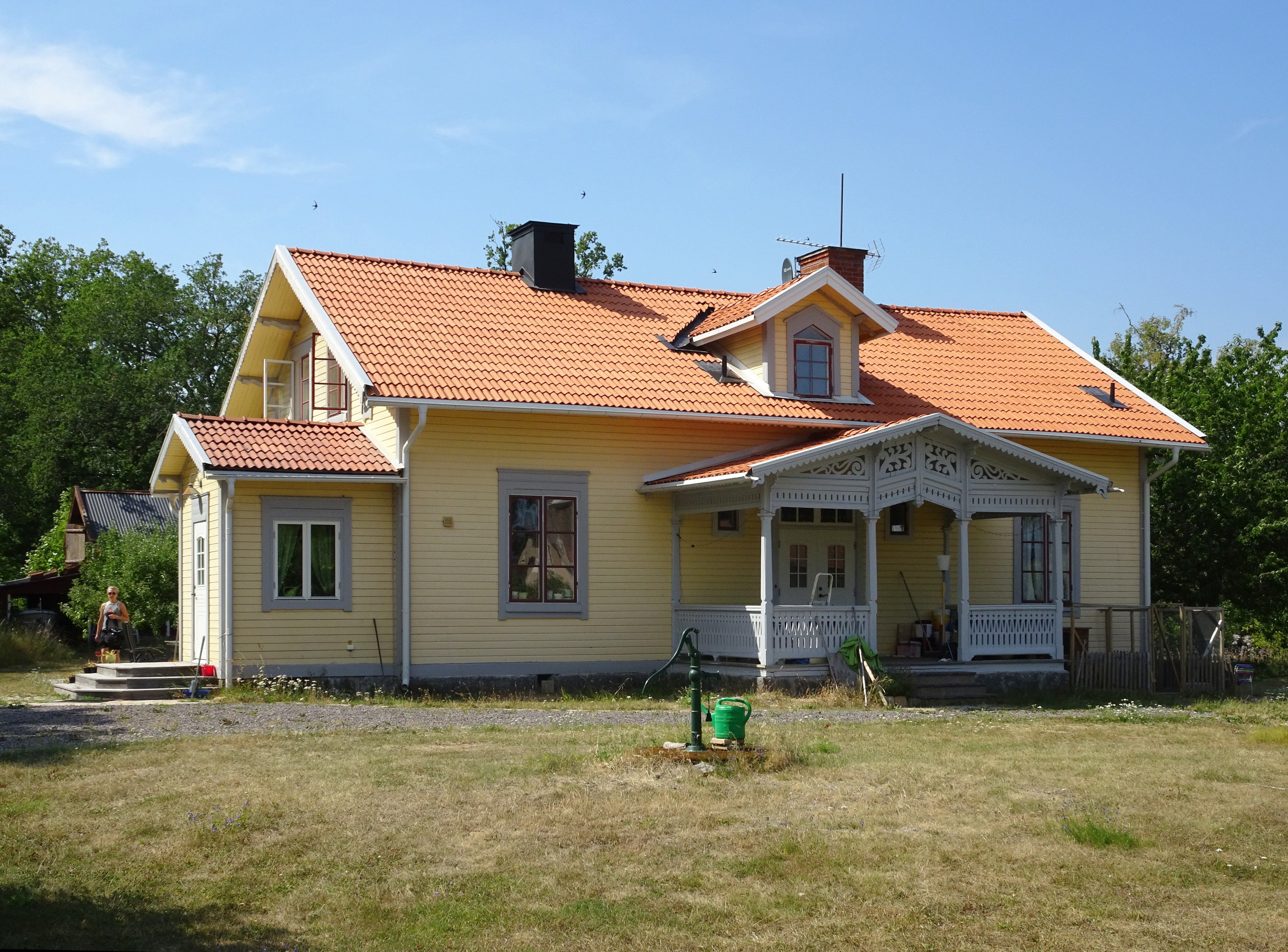
Klockargården.
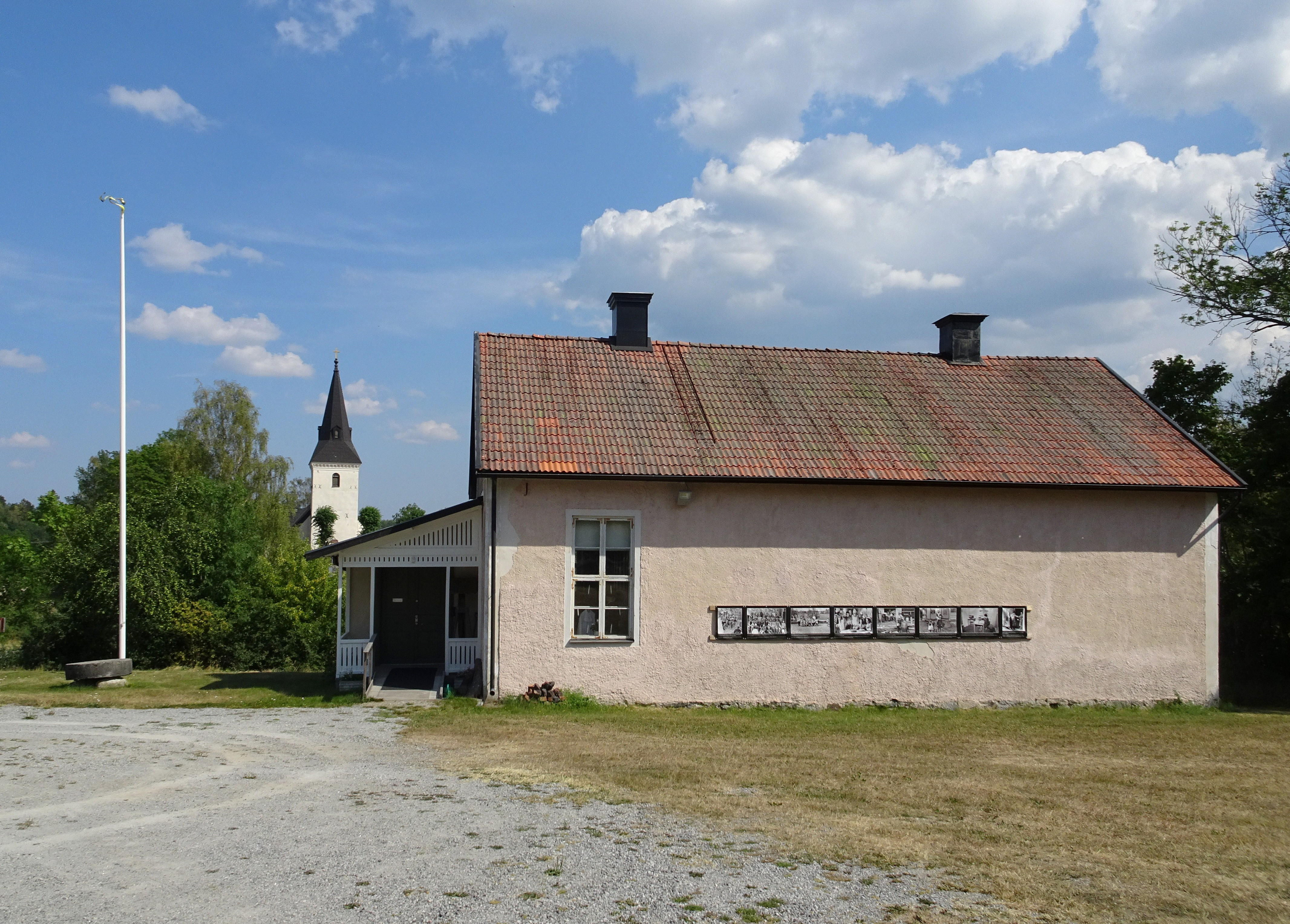
F.d. Överenhörna storskola (nu museum).
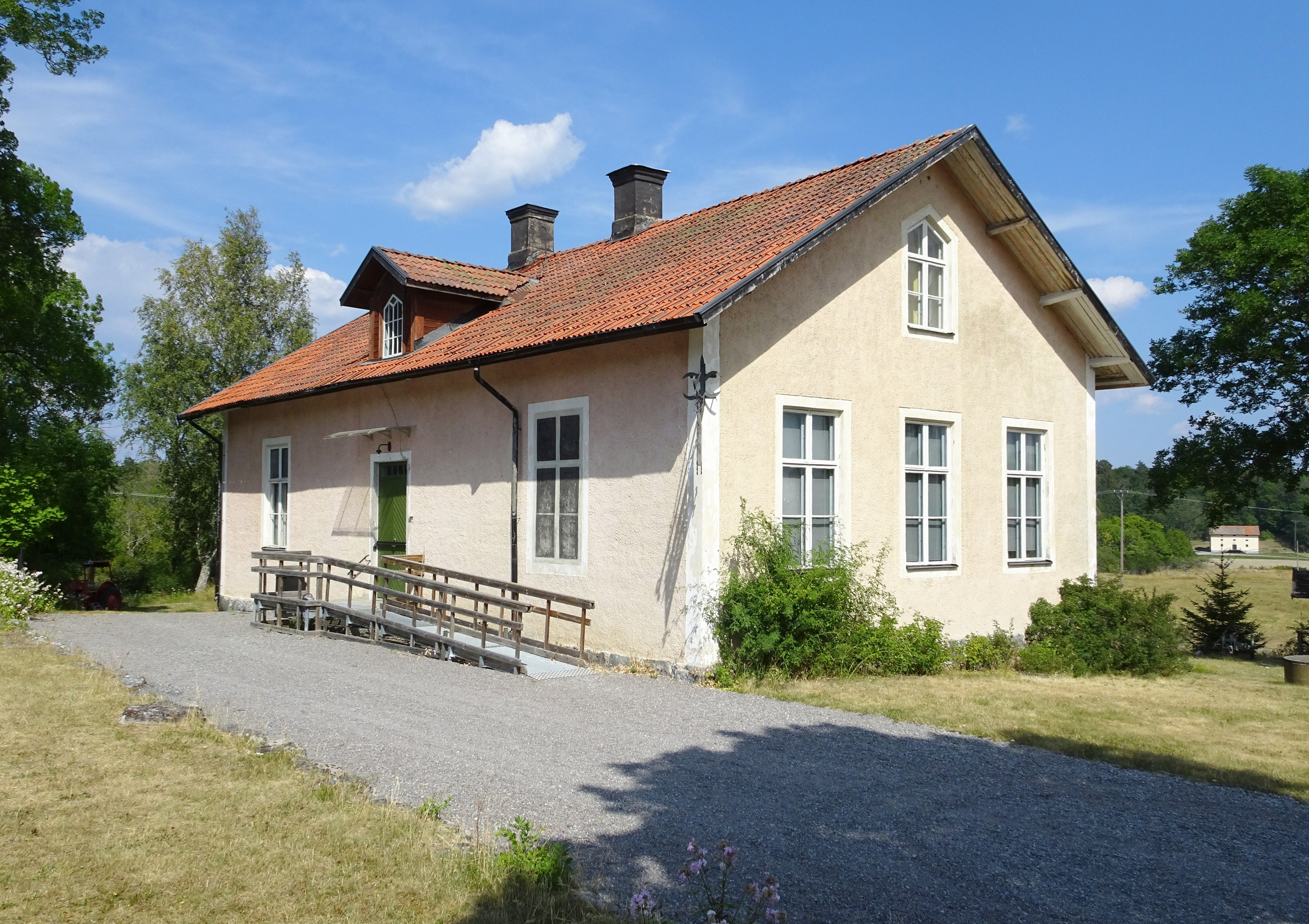
F.d. Överenhörna småskola (nu museum).

## Geografi
Överenhörna socken utgör den nordspetsen av Enhörnalandet och skärgården nörrdärom i Mälaren, Ridöarkipelagen. Socknen är en kuperad skogsbygd med inslag av odlingsbygd.

## Fornlämningar
Från järnåldern finns gravfält med gravhögar, stensättningar och resta stenar. Dessutom finns inom socknen en fornborg.

## Se även

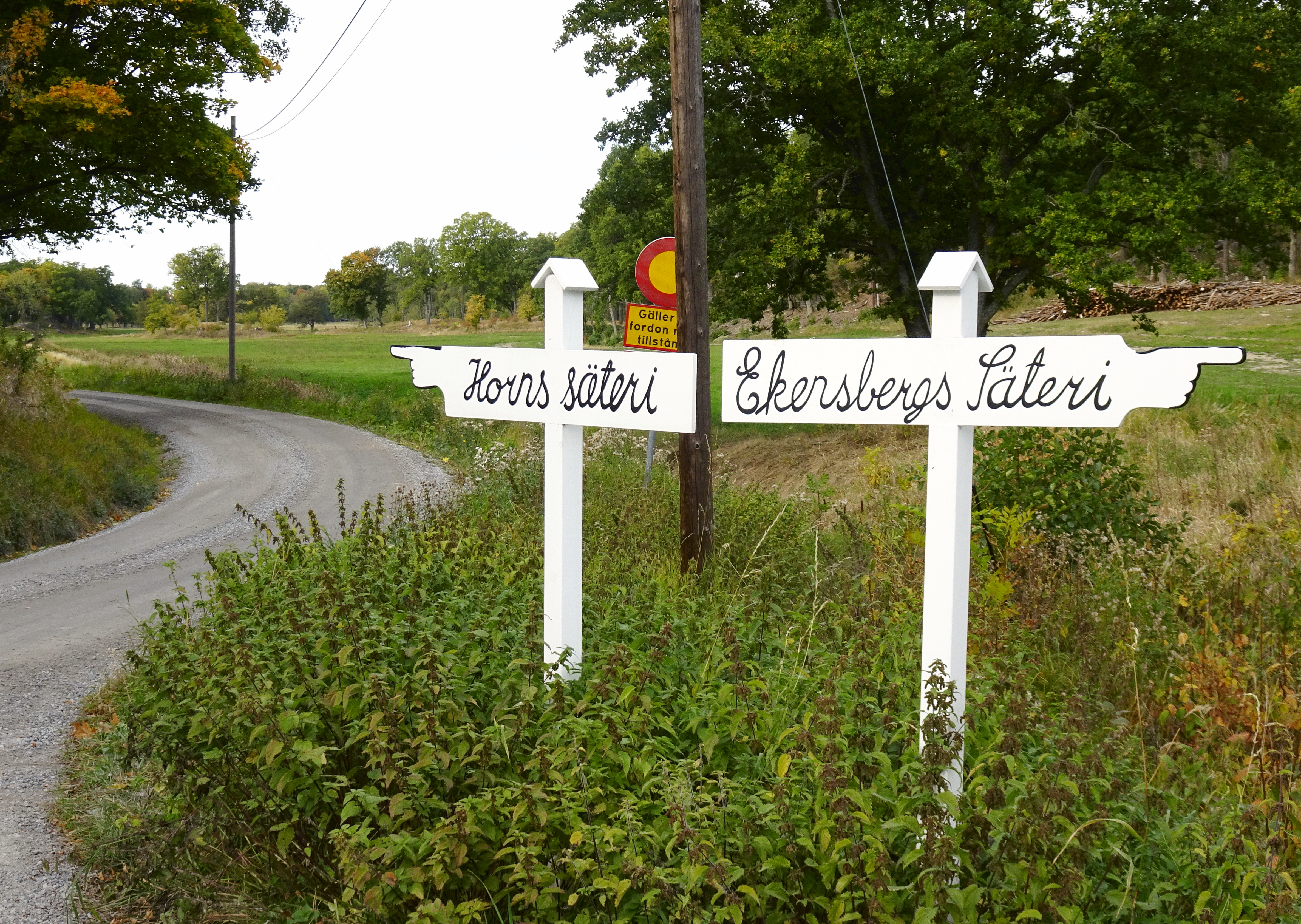
Vägskyltar till Horns och Ekensbergs säterier.